# .net
.net е домейн от първо ниво (gTLD – Generic Top-Level Domains) използван в домейн системата на Интернет.
От всички домейни в Интернет той единствен не е съкращение, а цяла дума (от английски „net“ – Интернет).
От 2015 г., това е четвъртият най-популярен домейн от първо ниво, след .com, .tk и .de.